# Jochen Schölch
Jochen Schölch (* 14. Februar 1966 in Leimen) ist ein deutscher Theaterregisseur sowie Mitbegründer und Intendant des Metropoltheaters München.

## Leben
1998 folgte er dem Ruf an die Bayerische Theaterakademie August Everding, wo er seit 2002 den Studiengang Schauspiel leitet. Im März 2006 wurde er zum Professor ernannt, 2007 mit dem Schwabinger Kunstpreis ausgezeichnet.
Am 13. Juni 2007 heiratete er die Schauspielerin Lilly Forgách, die 2024 starb. 
Zu seinen erfolgreichsten Inszenierungen zählen Die drei Leben der Lucie Cabrol (2001) und das Schauspiel ohne Worte Das Ballhaus – Erinnerung an ein Jahrhundert (2003).
2018 wurde Jochen Schölch von der Schauspiellehrerin Ivana Chubbuck in Los Angeles zum Chubbuck Trainer ausgebildet.
Von der Landeshauptstadt München wurde Jochen Schölch 2018 für seine großen Verdienste um die Theaterkultur in München mit der Medaille München leuchtet in Silber ausgezeichnet. Der Bezirk Oberbayern verlieh ihm am 18. Juli den Oberbayerischen Kulturpreis 2021.

## Belege
1. ↑  Menschen. In: www.theaterakademie.de. Theaterakademie August Everding, abgerufen am 3. März 2021.
2. ↑  Schwabinger Kunstpreis. In: muenchen.de. LH München, abgerufen am 3. März 2021.
3. ↑  Jochen Schölch. Abgerufen am 2. April 2024.
4. ↑  München leuchtet in Silber. In: muenchen.de. LH München, abgerufen am 3. März 2021.

| Personendaten    | Personendaten                                                                            |
| ---------------- | ---------------------------------------------------------------------------------------- |
| NAME             | Schölch, Jochen                                                                          |
| KURZBESCHREIBUNG | deutscher Theaterregisseur sowie Mitbegründer und Intendant des Metropoltheaters München |
| GEBURTSDATUM     | 14. Februar 1966                                                                         |
| GEBURTSORT       | Leimen                                                                                   |